# Ouled Khodeir (distrito)
Ouled Khodeir é um distrito localizado na província de Béchar, Argélia. Sua capital é Ouled Khoudir. Segundo o censo de 2008, a população total do distrito era de 7 438 habitantes.

## Municípios
O distrito está dividido em duas comunas:
- Ouled Khoudir
- Ksabi